# 몰슨
몰슨(Molson Inc)은 캐나다에서 제일 오래된 기업인 허드슨 배이 사 다음으로 오래된 기업이다.
몰슨 사는 몰슨 가(家)가 현재까지 본사를 유지하고 있는 캐나다 몬트리올 세인트 로렌스 강변에 첫 맥주 공장을 세웠다. 6세대 몰슨 가문의 에릭 몰슨의 아들 조프는 몰슨 쿠어스 맥주 회사(Molson Coors Brewing Company)의 부사장이다. 7세대 몰슨 가문 사람들에 의해 사업이 크게 번창했다. 앤드루 에릭의 아들은 몰슨 쿠어스 맥주 회사의 이사이기도 하다. 몰슨 가문은 캐나다 사람들의 존경을 크게 받고 있고 50%의 몰슨 쿠어스 맥주 회사의 지분을 현재까지 보유하고 있다.
오늘날 몰슨 쿠어스 사는 세계에서 5번째로 큰 맥주회사가 되었다. 캐나다와 미국에서의 몰슨 브랜드는 몰슨 캐네디언을 포함하여 몰슨 캐나디안 라이트, 몰슨 아이스, 몰슨 골든, 몰슨 엑스포트, 몰슨 드라이, 몰슨 XXX, 스톡 애일, 필스너, 칼링, 토네이드(Tonade), 보헤미안 & 캘거리 등이 있다. 또한 몰슨 사는 포스터 맥주(Fosters Lager)를 라이선스 생산으로 미국과 캐나다에서 판매하고 있다. 몰슨 사는 캐나다 안에서 코로나 (맥주), 하이네켄 맥주, 모든 밀러 상표 맥주에 대한 마케팅과 판매 권한을 갖고 있다. 2007년 초 몰슨 쿠어스 사는 밀러 사와 밀러 쿠어스 맥주(MillerCoors)사를 설립 하기로 공표했다. 밀러 쿠어스 맥주 회사는 미국 판매용 상표로써 생산과 유통을 담당한다.

## 몰슨 맥주 목록
- Molson Canadian
- Molson Canadian Sub-Zero
- Molson Canadian Moncton
- Molson Canadian Light
- Molson Canadian Ice
- Molson Canadian Cold Shots 6.0
- Molson Brador
- Molson Dry
- Molson Special Dry
- Molson Special Dry Cold Shots 6.5
- Molson Bohemian
- Molson Exel
- Molson Export
- Molson Golden
- Molson Ice
- Molson Kick
- Molson Standard Lager (매니토바주에서만 판매)
- Molson Stock Ale
- Molson Ultra
- Molson XXX
- Black Ice
- Carling Black Label
- Old Style Pilsner
- Rickard's Red
- Rickard's Pale Ale
- Rickard's Honey Brown
- Rickard's Yellow
- Rickard's White
- Laurentide (퀘벡주에서만 판매)
- Black Horse (뉴펀들랜드 주에서만 판매)
- India Beer (뉴펀들랜드 주에서만 판매)
- O'Keefe's Extra Old Stock (뉴펀들랜드 주에서만 판매)
- Dominion Ale (뉴펀들랜드 주에서만 판매)
- Molson Extra (뉴펀들랜드 주에서만 판매)
- Coors Light
- Caffrey's
- Old Vienna

## 캐나다 내 몰슨 사의 파트너
- 코로나
- Negra Modelo
- 하이네켄 맥주
- Fosters
- Miller Genuine Draft